# اغلسكري (كورنوال)
اغلسكري (بالإنجليزية: Egloskerry)‏ هي قرية و أبرشية مدنية تقع في المملكة المتحدة في إنجلترا. يقدر عدد سكانها بـ 549 نسمة .